# Skjelvet
Skjelvet (Terremoto en España y Gran terremoto 9 grados en Hispanoamérica) es una película noruega de desastres dirigida por John Andreas Andersen. Es la secuela de Bølgen y fue estrenada en cines noruegos el 1 de noviembre de 2018.

## Sinopsis
En el año 1904 un terremoto de magnitud 5.4 en la escala de Richter sacudió a Oslo con el epicentro en la Fosa de Oslo, que corre debajo de la capital noruega. En el presente, científicos comienzan a detectar señales que indican que un nuevo terremoto está en camino.

## Reparto
- Kristoffer Joner como Kristian Eikjord, un experimentado geólogo de 40 años de edad.[1]
- Ane Dahl Torp como Idun Eikjord, la esposa de Kristianit Oiw.
- Jonas Hoff Oftebro como Sondre Eikjord, hijo de 20 años de Kristian.
- Edith Haagenrud-Sande como Julia Eikjord, hija de 11 años de Kristian.